# Большое Страшево
Большое Страшево — деревня в составе Темпового сельского поселения Талдомского района Московской области. Население — 14 чел. (2010).
Деревня расположена на правом берегу реки Дубны, рядом с деревнями Куймино и на левом берегу Малое Страшево и Юдино. Рядом с деревней проходит дорога Р112, соединяющая Талдом с Дмитровским шоссе. Прямым автобусным сообщением деревня связана с Дубной, Талдомом и Запрудней.

## История
По переписным книгам 1627-1628 годов деревня Страшево при  селе Веретье-Кутач на реке Дубне и речке Паз относится к вотчине Дмитровского Борисоглебского монастыря. При селе монастырский двор и Георгиевская церковь на погосте между речками Дубна и Паз. Примыкающие к селу деревни: Меледино на речке Паз, Иванцево и Кутач на Дубне, Стариково на Дубне и речке Пердошь, Горелуха, Юдино и Страшево на Дубне. Также починки: Власовский на реке Кунем-Вязье, Матюков, Михайлов, Ортёмово-Займище, Мытня-Зрихин, Мытня-Ольховичная, Грива, Жилин, Косяков, Мининский, Назимец, Поздичей, Усачёвский, Харкино, Хватков, Фурсов на Дубне, Яринский. Бывшие населённые пункты после польско-литовской интервенции (пустоши): Головинец на Сестре, Стрелка и Романцево на Дубне, Гридинская, Доронино, Легкоруково, Метково, Холм, Пронинская и Деренская по реке Кунем, Куничино-Раменье и Яковлевский починок, Баранов починок, Втыкилево, Зубарево, Корысть, Ларкино, Мелентьев починок, Овинище, Тихоновская, Жуково-Займище, Ольховик, Зобово, Гарево, Карпова, Кривовская, Климова, Обрамова, Короваевская на речке Пердошь, Ковригино, Костино, Лаврово, Пановка. И пустоши: Борок на Кунем и Кривец на Дубне.       
Всего: сельцо и погост с церковью, 7 деревень, 21 починок, 35 пустошей. Итого: 26 дворов и 38 человек. 
По переписным книгам 1678 года уже значится село Веретье с деревнями. Были из пустошей восстановлены деревни: Жуково-Займище, Кривец на ней была устроена мельница в 3 жернова, Ольховик на речке Ольховке, Зобово, Яринский починок (Яфимино), Легкоруково (Филиппово), Стрелка. Часть других пустошей были распаханы под пашни, часть получила новые названия. Всего: 80 дворов без учёта монастырского с 339 жителями.
Из истории Талдомского района о деревне известно следующее
Вознесенского девичья монастыря, что на Москве в Кремле городе в вотчине:
деревня Страшево на реке на Дубне, а в ней крестьянских дворов: во дворе Тимошка Дементьев, у него сын Ивашко, да у него брат Мишка Дементьев, да бобылских дворов: во дворе Офонка Борисов да Власка Борисов, во дворе Сенка Иванов, пашни паханые 8 четвертей да перелогом и лесом поросло 12 четвертей в поле, а в дву по тому ж, сена 50 копен…
«Кашинская писцовая книга 1628—1629 гг.»
В 1781 году казенная деревня в 10 дворов, 72 жителя, в 1851 году 22 двора, 166 жителей, в 1862 году 25 дворов, проживало 79 мужчин, 89 женщин. Устроена переправа через р. Дубну.
До муниципальной реформы 2006 года входила в Юдинский сельский округ.

## Население
Изменение численности населения по данным переписей и ежегодных оценок:
| год  | 1781 | 1851 | 1862 | 2006 | 2010 |
| ---- | ---- | ---- | ---- | ---- | ---- |
| чел. | 72   | ▲166 | ▲168 | ▼6   | ▲14  |